# Зуев, Николай Васильевич
Николай Васильевич Зуев, (1861 — ?) — городской голова города Семёнова, депутат Государственной думы Российской империи III-го созыва от Нижегородской губернии.

## Биография
По происхождению крестьянин Владимирской губернии. Из мещан. Получил начальное домашнее образование. С юных лет посвятил себя коммерческой деятельности. Занимался торговлей недвижимым имуществом с годовым доходом 300 рублей. По другим сведениям имел торговое дело в городе Семёнове. Избран городским головой города Семёнова.
25 октября 1907 избран в Государственную думу Российской империи III созыва от 1-го съезда городских избирателей. Вошёл в состав фракции октябристов. Член думских комиссий о торговле и промышленности и по делам православной церкви.
Дальнейшая судьба и дата смерти неизвестны

## Семья
- Жена[2] — ? (?—?)

### Архивы
- Российский государственный исторический архив. Фонд 1278. Опись 9. Дело 299.